# Thunderbirds de Southern Utah
Les Thunderbirds de Southern Utah sont les équipes sportives universitaires représentant l'université du sud de l'Utah (en) (SUU) à Cedar City, dans l'Utah, en sport interuniversitaire. L’université possède dix-sept équipes, dont sept sports masculins: le basketball, le ski de fond, le football américain, le golf, le tennis et l'athlétisme et dix sports féminins: le basketball, le ski de fond, le golf, la gymnastique, le football, le softball, le tennis, l'athlétisme et le volley-ball. Le programme de baseball a été abandonné après la saison 2011-12.Les Thunderbirds participent à la division I de la NCAA et ont rejoint la Western Athletic Conference le 1er juillet 2022 après avoir quitté la Big Sky Conference.
Après la saison de football américain universitaire 2022, la Western Athletic Conference et l'ASUN Conference ont annoncé qu'elles fusionneraient complètement leurs ligues de football américain. La nouvelle ligue a finalement été connue sous le nom de l'United Athletic Conference.

## Sports universitaires
En tant que membre de la Western Athletic Conference, SUU a des équipes dans sept sports pour hommes de la NCAA pour hommes et dix pour femmes. 
| Sports masculins                                            | Sports féminins |
| ----------------------------------------------------------- | --------------- |
| Basketball                                                  | Basketball      |
| Cross country                                               | Cross country   |
| Football américain                                          | Golf            |
| Golf                                                        | Gymnastique     |
| Tennis                                                      | Football        |
| Athlétisme*                                                 | Softball        |
|                                                             | Tennis          |
|                                                             | Athlétisme*     |
|                                                             | Volleyball      |
| *L'athlétisme comprend les épreuves indoor et en plein air. |                 |

## Football américain
Avec une histoire remontant à 1963, les Thunderbirds participent actuellement à la  NCAA Football Championship Subdivision en tant que membre de l'United Athletic Conference. Ils jouent leurs matchs à domicile à l'Eccles Coliseum (en) à Cedar City, dans l'Utah, et sont dirigés par l'entraîneur-chef DeLane Fitzgerald (en) depuis 2021.